# Die Geschichte der Adèle H.
Die Geschichte der Adèle H. (Originaltitel: L’Histoire d’Adèle H.) ist ein französisches Filmdrama von François Truffaut aus dem Jahr 1975. Die Handlung beruht auf dem Tagebuch der jüngsten Tochter Victor Hugos, die im Film von Isabelle Adjani gespielt wird.

## Handlung
Adèle Hugo, die zweite Tochter des französischen Schriftstellers Victor Hugo, kommt auf einem Boot im Hafen von Halifax an. In der Pension von Mr. und Mrs. Saunders findet sie unter falschem Namen – sie nennt sich Miss Lewly – eine Unterkunft. Tags darauf gibt sie sich einem Notar gegenüber als verheiratete Frau aus, die im Auftrag ihrer Familie einen britischen Offizier, Lt. Albert Pinson, ausfindig machen soll. Dieser habe ihrer Nichte ein Eheversprechen gegeben, sei jedoch abrupt abgereist, als er mit seinem Regiment ins kanadische Halifax versetzt worden sei. In einem Buch- und Schreibwarenladen behauptet sie wiederum, Albert Pinson sei der Schwager ihrer Schwester, und fragt den Inhaber des Ladens gezielt nach Albert aus. Über Mr. Saunders lässt sie Albert schließlich einen Brief zukommen, in dem sie die Trennung von ihm beklagt und auf einen Neuanfang hofft. Den Saunders gegenüber erzählt sie, dass sie Albert seit ihrer Kindheit kenne und er seit langem in sie verliebt sei, sie sich jedoch aus den Augen verloren hätten.
Beim Betrachten eines Fotoalbums mit Mrs. Saunders erzählt Adèle von ihrer älteren Schwester Léopoldine, die im Alter von 19 Jahren bei einem Bootsunfall ertrunken und deren frisch angetrauter Ehemann mit ihr gestorben sei. Als Mr. Saunders ohne einen Antwortbrief von Albert zurückkehrt, zieht sich Adèle weinend auf ihr Zimmer zurück. Im Schlaf glaubt sie zu ertrinken und wacht schweißgebadet aus ihrem immer wiederkehrenden Albtraum auf. In einem Brief teilt sie ihren Eltern mit, dass sie noch nicht wieder nach Hause kommen könne und dass sie und Albert heiraten werden, sobald sie die Einwilligung der Eltern dafür erhalte. Auch schulde ihr ihr Vater noch Geld, das sie für die hohen Lebenserhaltungskosten in Halifax dringend brauche.
Als Albert bei den Saunders erscheint, um mit Adèle zu sprechen, wirft sie sich ihm an den Hals und beteuert ihm inbrünstig ihre Liebe. Albert will jedoch, dass sie nach Guernsey zurückkehrt. Auf der Kanalinsel, wo Adèles Vater Victor seit seiner Verbannung aus Frankreich im Exil lebt, haben sie sich kennengelernt, Adèles Vater habe die Verbindung jedoch abgelehnt. Adèle, die sich unsterblich in Albert verliebt hat, verspricht ihm eine hohe Mitgift und behauptet, ihre Eltern hätten nun doch einer Heirat zugestimmt. Als sich Albert, der ihr nicht glaubt, weiterhin abweisend gibt, droht sie ihm, zu seinen Vorgesetzten zu gehen und dafür zu sorgen, dass er aus der Armee entlassen wird. Bevor er geht, gibt sie ihm reumütig etwas Geld, damit er davon seine Spielschulden begleichen kann. Adèle verliert sich daraufhin zunehmend in romantischen Illusionen. Sie stellt Albert nach und beobachtet ihn bei einem Stelldichein mit einer anderen Frau, um ihm anschließend in einem weiteren Brief zu bekunden, dass sie über Eifersucht und Stolz hinaus sei. Nach einem Ohnmachtsanfall schreibt sie erneut ihren Eltern und bittet sie um Geld und ihre Einwilligung. Anhand der Anschrift auf dem Brief erkennt ihr Arzt, Dr. Murdock, dass Adèle in Wahrheit Victor Hugos Tochter ist. Mrs. Saunders entschließt sich jedoch, Adèle nicht mit ihrer wahren Identität zu konfrontieren.
Adèle steckt Albert weitere Briefe zu, in denen sie verzweifelt um seine Liebe fleht. Ihr Vater schickt ihr schließlich die Einwilligung und 700 Francs mit der Bitte, sie solle entweder heiraten oder sofort nach Hause kommen. In Anzug und Zylinder erscheint Adèle bei einer Abendgesellschaft, wo Albert mit einer jungen Frau anzubandeln versucht. Wütend führt er Adèle zu einem nahegelegenen Friedhof, wo sie ihn erneut beschwört. Er habe sie seinerzeit umgarnt und sie habe sich ihm daraufhin hingegeben und ihn heimlich in London getroffen. Sie habe alles für ihn aufgegeben. Er könne ihretwegen auch nach ihrer Heirat andere Frauen haben. Albert meint, wenn sie ihn tatsächlich lieben würde, würde sie ihn nicht zwingen wollen, sie zu heiraten, lässt sich dann jedoch von ihr küssen.
In ihrem nächsten Brief an ihre Eltern behauptet Adèle, dass sie und Albert geheiratet hätten. Ihr Vater lässt die Heirat daraufhin in einer Zeitung verkünden. Als er erfährt, dass Adèle gelogen hat, drängt er sie, nach Hause zurückzukehren – zumal ihre Mutter schwer krank sei. Adèle ist jedoch weiterhin bestrebt, Albert für sich zu gewinnen. Sie schickt ihm eine Prostituierte, mit der er sich auf ihre Kosten amüsieren soll, und hofft auf die Fähigkeiten eines Hypnotiseurs, der Albert dazu bringen soll, sie zu heiraten, sich aber schon bald als Scharlatan entpuppt. Gegenüber Richter Johnstone, dem vermögenden Vater von Alberts eigentlicher Verlobten, erzählt Adèle, dass Albert ihr Ehemann und sie von ihm schwanger sei, was zur Auflösung von Alberts Verlobung führt. Als Adèle das Geld ausgeht, kommt sie vorübergehend in einem verwahrlosten Frauenhaus unter. Mit einer weiteren Geldsendung ihres Vaters folgt sie Albert bis nach Barbados, wo er seit kurzem stationiert ist. Aufgrund ihrer obsessiven und unerwiderten Liebe zu Albert hat Adèle inzwischen endgültig den Bezug zur Realität verloren. In heruntergekommenen Kleidern läuft sie ziellos durch die Straßen, spricht mit sich selbst und vermag selbst Albert nicht wiederzuerkennen. Madame Baa, eine Einheimische, nimmt sich ihrer an und sorgt dafür, dass Adèle in ihre Heimat zurückkehrt. In Paris lässt sie ihr Vater in ein Sanatorium einweisen, wo sie alle Mitglieder ihrer Familie überlebt und 84-jährig im Jahr 1915 in geistiger Umnachtung stirbt.

## Hintergrund
Ursprünglich sollte Jeanne Moreau die Rolle der Adèle Hugo spielen. Danach war Catherine Deneuve im Gespräch, die zeitweilig mit Regisseur François Truffaut liiert war. Es dauerte sieben Jahre, bis das Projekt ins Rollen kam und Truffaut sich schließlich für Isabelle Adjani als seine Hauptdarstellerin entschied.

Hauteville House, ein Drehort des Films

Die Dreharbeiten fanden vom 8. Januar bis 21. März 1975 statt. Gedreht wurde im Senegal auf der Insel Gorée, die als Barbados diente, sowie auf der Kanalinsel Guernsey. Als ein Drehort diente das dortige in Saint Peter Port gelegene Hauteville House, das Victor Hugo nach seiner Verbannung aus Frankreich als Wohnsitz gedient hatte. Die Aufnahmen von Halifax entstanden hauptsächlich in Saint Peter Port, wo auch das Castle Cornet als Kulisse genutzt wurde. Für die Gestaltung des Szenenbilds war Jean-Pierre Kohut-Svelko zuständig. Als Kostümbildnerin trat Jacqueline Guyot in Erscheinung. Wie in vielen seiner Filme hat Truffaut in Die Geschichte der Adèle H. einen Cameo-Auftritt.
Der Film feierte am 8. Oktober 1975 in Frankreich seine Premiere, wo er über 752.000 Zuschauer verbuchen konnte, und wurde vier Tage später auch auf dem New York Film Festival gezeigt. Die damals erst 20-jährige Adjani erhielt für ihre Leistung unter anderem eine Oscar-Nominierung und war damit zu diesem Zeitpunkt die jüngste Schauspielerin, die je für einen Oscar in der Kategorie Beste Hauptdarstellerin nominiert war. In Deutschland lief Truffauts Film 1978 in den Kinos an. Am 1. Dezember 1984 wurde Die Geschichte der Adèle H. auf DFF 1 erstmals im Fernsehen der DDR gezeigt. Im Jahr 2003 erschien das Filmdrama auf DVD.

## Kritiken
„François Truffaut rekonstruiert das innere Drama mit viel Diskretion und deutet psychologische Zusammenhänge und historische Umstände bloß an“, schrieb das Lexikon des internationalen Films. Herausgekommen sei dabei „eine bewegende Geschichte, die menschlich und filmisch überzeugt“. Prisma bezeichnete den Film als „erregendes Psychogramm“, das „weitab von konventionellen Liebesgeschichten den gescheiterten Versuch einer Selbstverwirklichung“ nachzeichne. Hauptdarstellerin Isabelle Adjani habe ihre Rolle „mit bezwingender Meisterschaft [gespielt]“. Dabei zeige „ihr Gesicht […] alle Nuancen einer verinnerlichten großen Liebe, die sich an ein Nichts, den unbedeutenden Leutnant, verloren hat und ein wahnhaftes Eigenleben zu führen beginnt“. Auch seien „Nestor Almendros’ stimmungsdichte Bilder […] der schauspielerischen Leistung ebenbürtig“. Das Fazit von Cinema lautete: „Sensible Studie einer unerfüllten Liebe“.
Vincent Canby von der New York Times bezeichnete Die Geschichte der Adèle H. als „ungemein schön“ und als „Truffauts ernsthafteste und romantischste Betrachtung der Liebe“. Auf dem New York Film Festival sei das Filmdrama „das überraschende Highlight“ gewesen. Die Kameraarbeit von Néstor Almendros sei „makellos“. Auch die postum von Truffaut verwendete Musik von Maurice Jaubert bilde einen schönen musikalischen Rahmen. Der Film fokussiere sich auf die Hauptfigur, die von der jungen Isabelle Adjani „mit außergewöhnlicher Anmut“ verkörpert werde. Dabei zeige er dem Zuschauer sowohl Adèles Wahnsinn als auch „die Erhabenheit ihrer Leidensgeschichte“, sodass es einem ermöglicht werde, die Dinge gleichzeitig aus verschiedenen Blickwinkeln zu betrachten.
Variety zufolge habe Adjani „eine vorbildliche Leistung“ abgeliefert. Entstanden sei „ein berührendes Porträt“ mit „einem präzisen Gespür für die Zeitgeschichte“ und „einer notwendigen Zeitlosigkeit in einer ausweglosen Situation zwischen Vernunft und Begierde“. Roger Ebert von der Chicago Sun-Times fand, dass Truffaut das auf dem Tagebuch der Adèle Hugo basierende Ausgangsmaterial zu „einem seltsamen, launischen Film“ verarbeitet habe, der zu seinen düstereren Werken zähle, aber auch „einer seiner besten Filme“ sei. Die Figur der Adèle entspreche dabei ganz dem Typ Frau – obsessiv, neurotisch und manipulativ in ihren Beziehungen zu Männern –, den Truffaut häufig in seinen Filmen einsetze. Gleichzeitig habe er ihr „einen gewissen Edelmut“ zugestanden, sodass die Figur des Albert ihren hohen romantischen Idealen gegenüber als Enttäuschung angesehen werden müsse.

## Auszeichnungen
Oscar

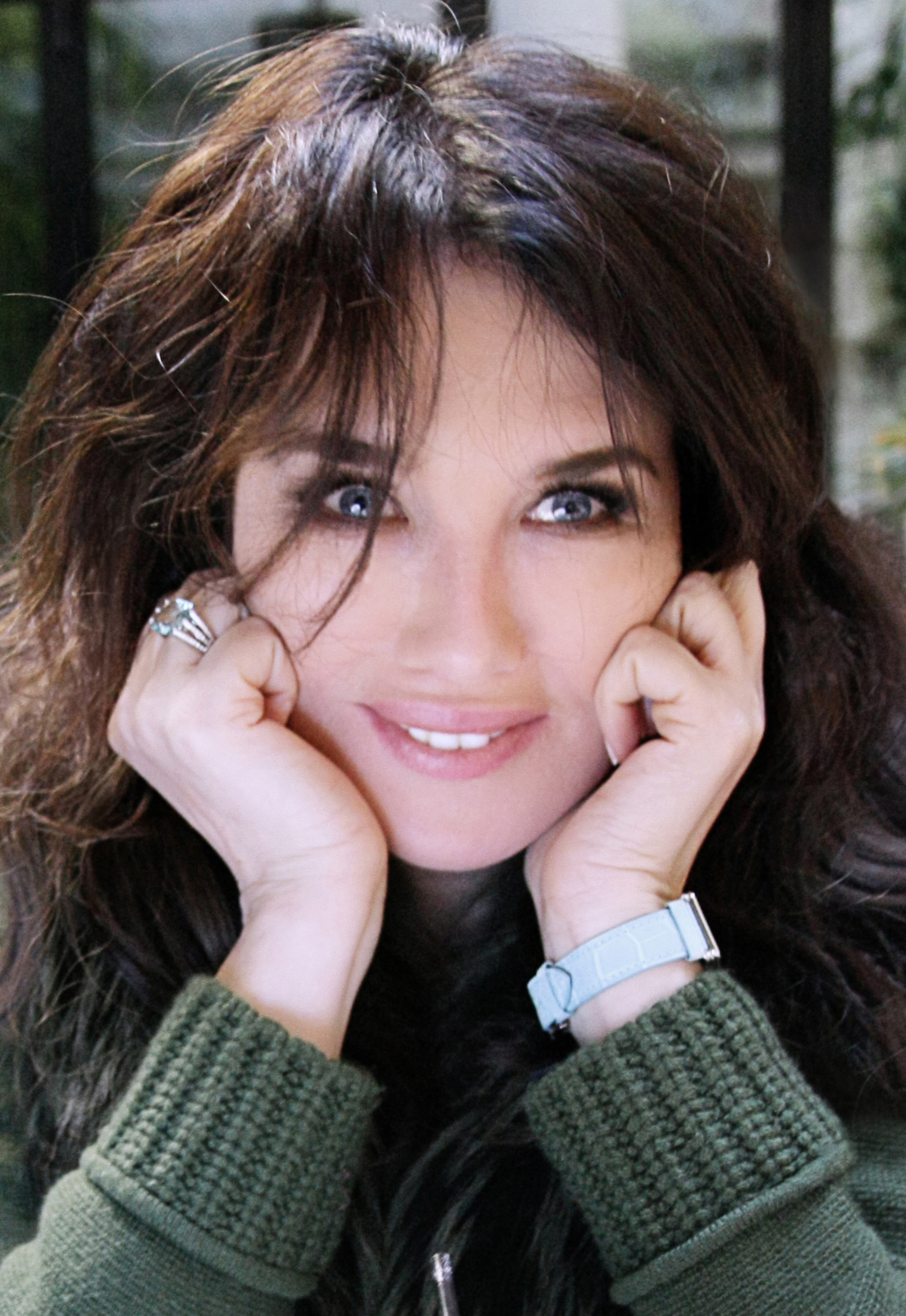
Für den Oscar und den César nominiert: Isabelle Adjani

- Nominierung in der Kategorie Beste Hauptdarstellerin (Isabelle Adjani)

César
- Nominierung in der Kategorie Beste Hauptdarstellerin (Isabelle Adjani)
- Nominierung in der Kategorie Beste Regie (François Truffaut)
- Nominierung in der Kategorie Bestes Szenenbild (Jean-Pierre Kohut-Svelko)

David di Donatello
- Beste ausländische Darstellerin (Isabelle Adjani)

National Board of Review Award
- Bester fremdsprachiger Film
- Beste Hauptdarstellerin (Isabelle Adjani)

National Society of Film Critics Award
- Beste Hauptdarstellerin (Isabelle Adjani)

New York Film Critics Circle Award
- Beste Hauptdarstellerin (Isabelle Adjani)
- Bestes Drehbuch (François Truffaut, Jean Gruault, Suzanne Schiffman)

Weitere
- Bambi in der Kategorie Film – International (Isabelle Adjani)
- Prix Méliès in der Kategorie Bester französischer Film der Association Française de la Critique de Cinéma
- Kritikerpreis (François Truffaut), Goldene India Catalina (Isabelle Adjani) und eine Nominierung in der Kategorie Bester Film beim Festival Internacional de Cine de Cartagena de Indias

## Deutsche Fassung
Die deutsche Synchronfassung entstand bei der Interopa Film in Berlin.
| Rolle                    | Darsteller         | Synchronsprecher   |
| ------------------------ | ------------------ | ------------------ |
| Adèle Hugo / Adèle Lewly | Isabelle Adjani    | Cornelia Meinhardt |
| Lt. Albert Pinson        | Bruce Robinson     | Edward Vickers     |
| Mrs. Saunders            | Sylvia Marriott    | Hanna Miller       |
| Mr. Whistler             | Joseph Blatchley   | Frank Glaubrecht   |
| Hypnotiseur              | Ivry Gitlis        | Martin Hirthe      |
| Mr. Lenoir               | Cecil De Sausmarez | Joachim Nottke     |
| Pinsons Offiziersbursche | Carl Hathwell      | Michael Bloor      |